# كابح الفوهة

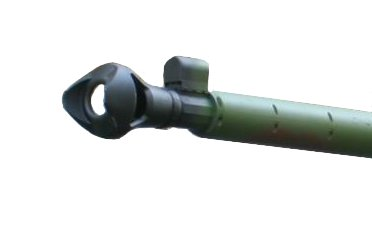
كابح فوهة المدفع الرئيسي عيار 105 ملم على سيارة مدرعة AMX 10 RC.

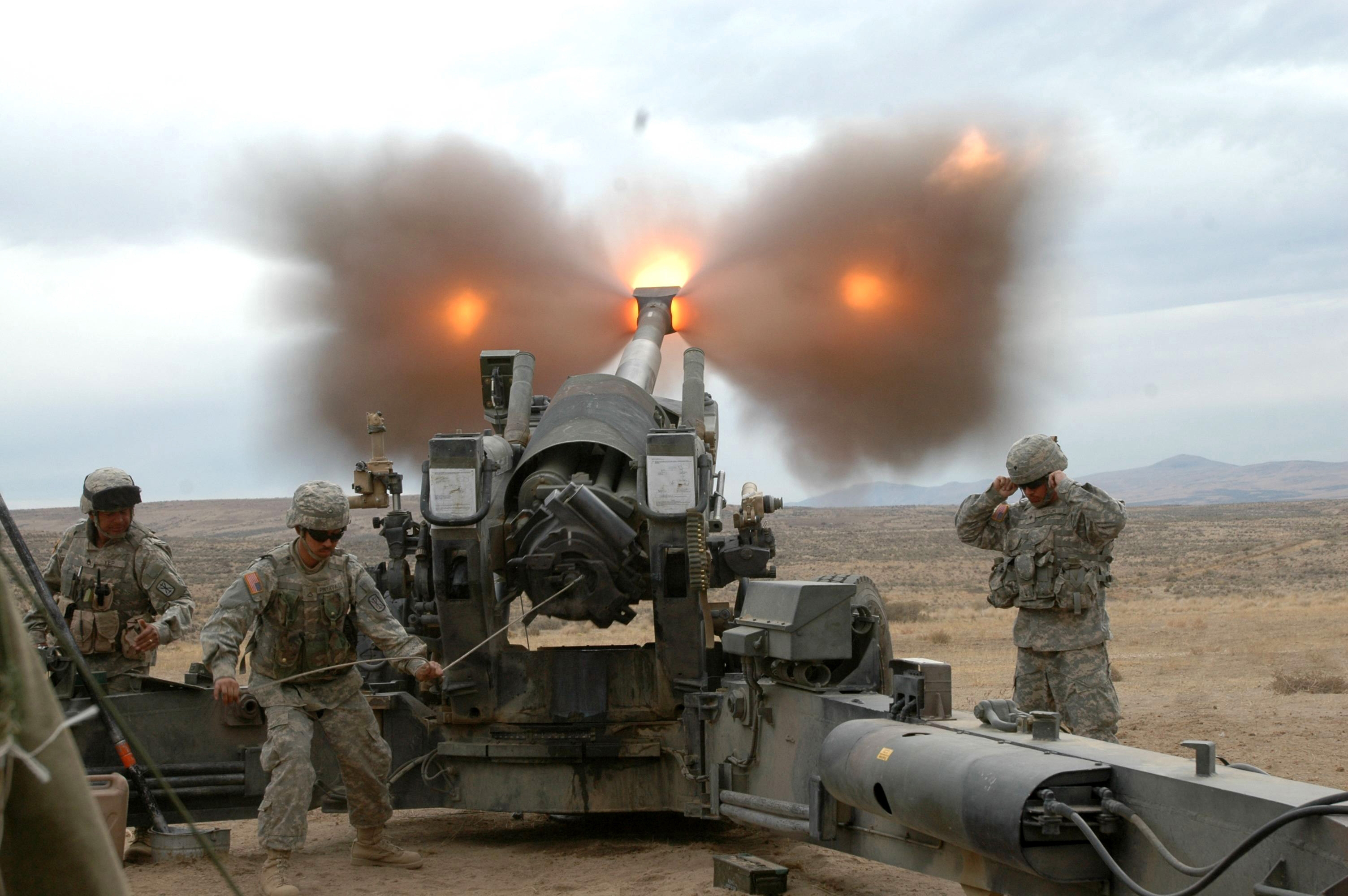
كابح فوهة مدفع هاوتزر M198 عيار 155 ملم ينفث الغازات الدافعة بشكل جانبي أثناء إطلاق الهاوتزر

كابح فوهة أو معوض الارتداد هي اداة متصلة، تعد جزء لا تتجزأ من بنية سبطانة السلاح ناري أو المدفع وظيفتها إعادة توجيه جزء من الغازات الدافعة في بشكل معاكس لإتجاه إرتداد وإرتفاع الفوهة الغير مرغوب فيه. غالبًا ما يُقال بإن السبطانة المزودة بكابح فوهة متكامل بانها مُرساة.

## منطق التشغيل

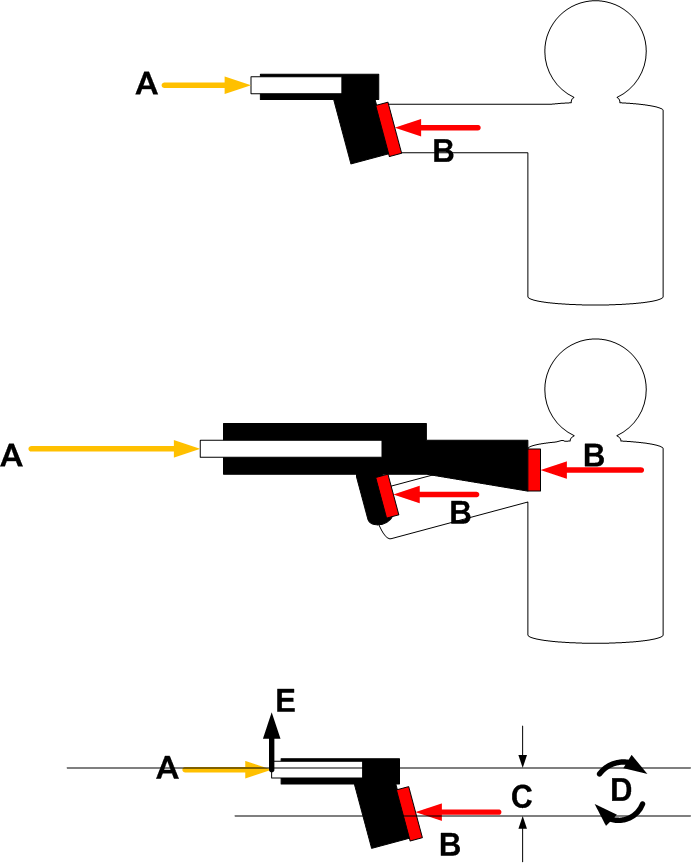
رسم توضيحي للقوات في ارتفاع فوهة. تعمل غازات القذيفة والوقود على البرميل على طول الخط المركزي للبرميل A. يقاوم مطلق النار القوى من خلال ملامسة المسدس عند المقابض والمخزون B. فرق الارتفاع بين خط الوسط للبرميل ومتوسط نقطة التلامس هو الارتفاع C. القوتان A و B العاملتان على مدار اللحظة ، يُنشئ الذراع / الارتفاع C عزمًا أو عزمًا D ، والذي يقوم بتدوير كمامة السلاح الناري لأعلى كما هو موضح في E

تشير مصطلحات مثل:- إرتفاع الفوهة أو إنقلاب الفوهة، إلى ميل الطرف الأمامي للسلاح الناري المحمول (الفوهة بنهاية السبطانة) للإرتفاع بعد إطلاق النار. حيث تميل الأسلحة النارية ذات الارتفاع الأقل من خط المقبض إلى خط وسط السبطانة، للتعرض لإرتفاع أقل في الفوهة.

## التصميم والبناء

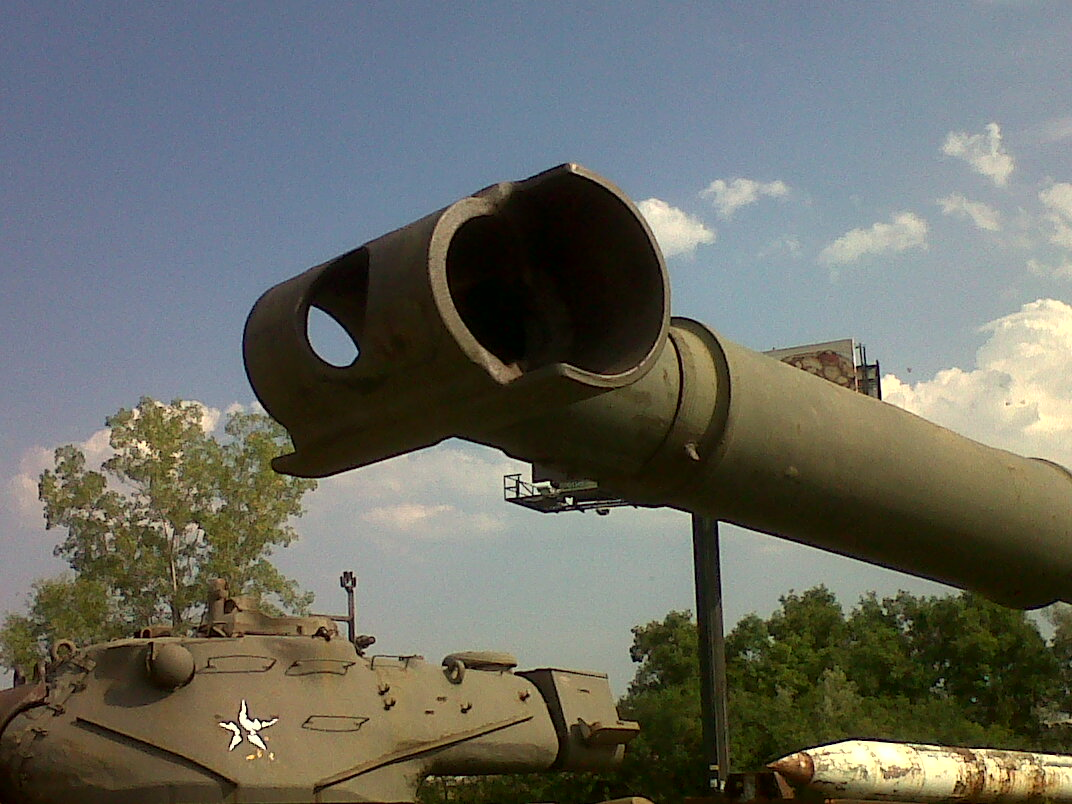
كابحة فوهة على دبابة ام47 باتون

يعتبر كابح الفوهة في مفهومه البسيط، مثل ذلك المستخدم في مدفع ام3 عيار 90 ملم المستخدم في دبابة إم-47 باتون. عبارة عن أنبوب قصير (مثبت بزاوية قائمة) في نهاية السبطانة. غالبًا ما يستخدم كابح الفتحات والمخارج والثقوب والحواجز والمعدات المماثلة. تتمثل استراتيجية كابحة الفوهة في:- إعادة توجيه غازات الاحتراق المتدفقة بعد خروج القذيفة والتحكم فيها .

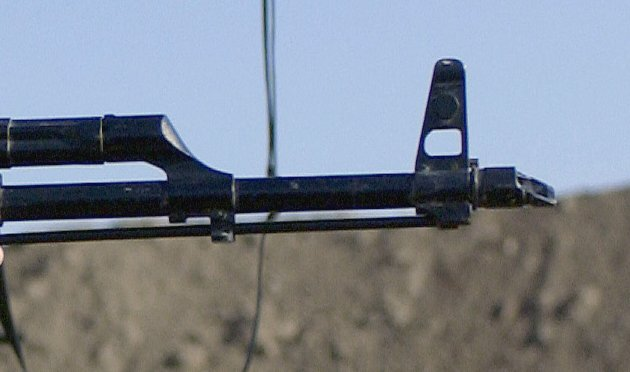
كابح فوهة القطع المائل لبندقية أيه كيه أم

يمكن أن يكون صنع كابح فوهة بسيط مثل قطع قطري في نهاية فوهة السبطانة لتوجيه بعض الغاز الخارج إلى الأعلى في بندقية أيه كيه أم، ينحرف الكابح كذلك قليلاً إلى اليمين لمواجهة الحركة الجانبية للبندقية جراء الارتداد.

## اتجاه التنفيس

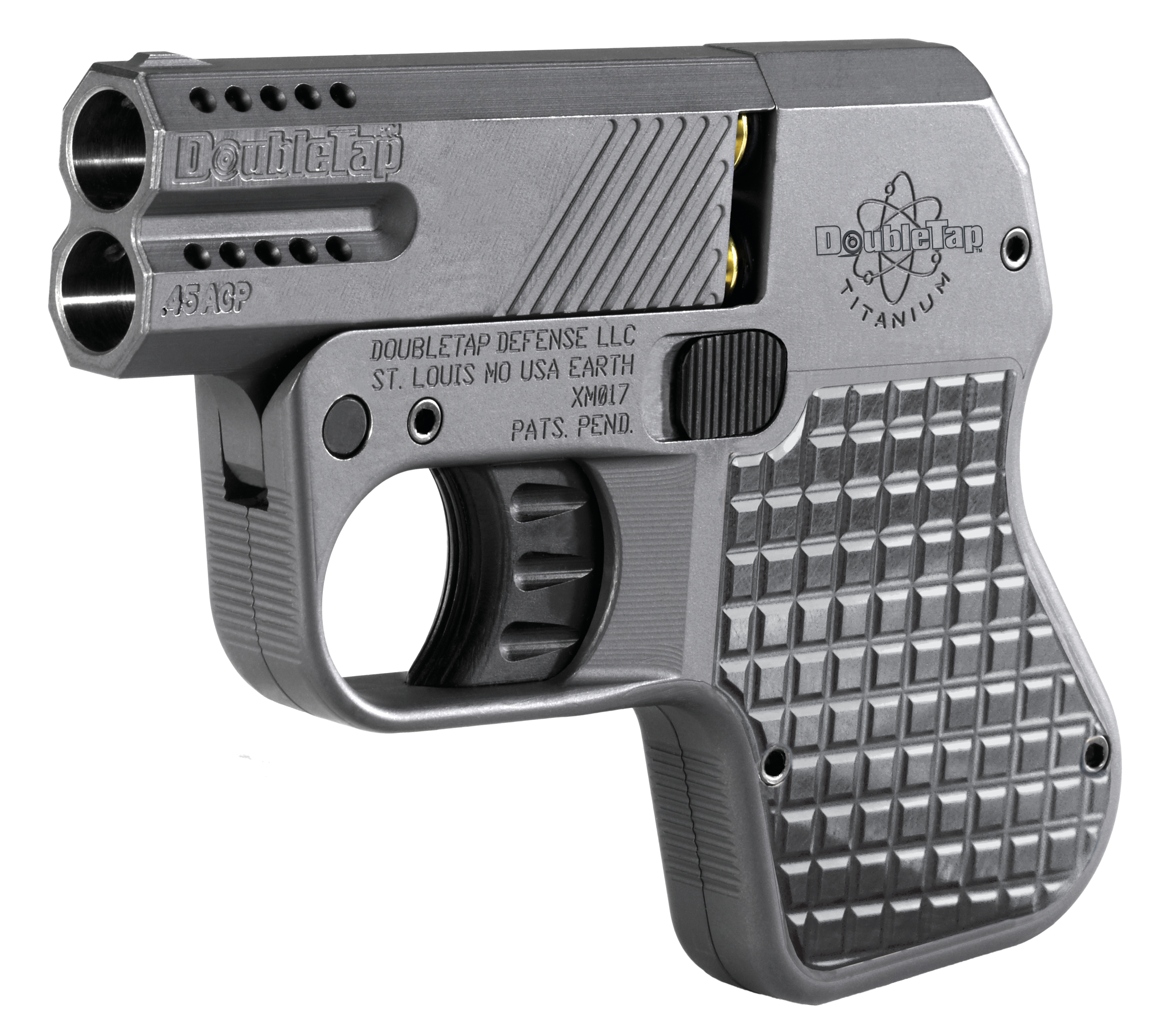
45ACP ديرينجر مزدوجًا مع سبطانة مدورة

تعيد معظم المعوضات الخطية توجيه الغازات إلى الأمام، نظرًا لأن هذا هو المكان الذي تتجه إليه الرصاصة ، فإنها تعمل عادةً عن طريق السماح للغازات بالتمدد في المعوض ، الذي يحيط بالفوهة ولكن به ثقوب موجهة فقط للأمام؛ مثل أي جهاز يسمح للغازات بالتمدد قبل مغادرة السلاح الناري ، فهي فعليًا نوع ما غطاء للفوهة.

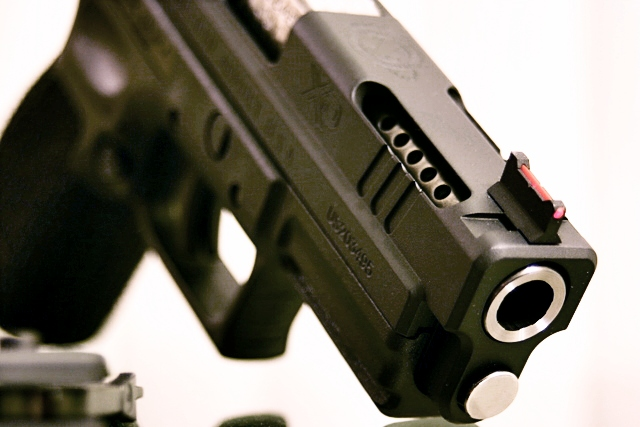
سبرينغفيلد أرموري ، Inc. ، مخصص XD-40 V-10 مع سبطانة وشريحة مستديرة

## سلبيات

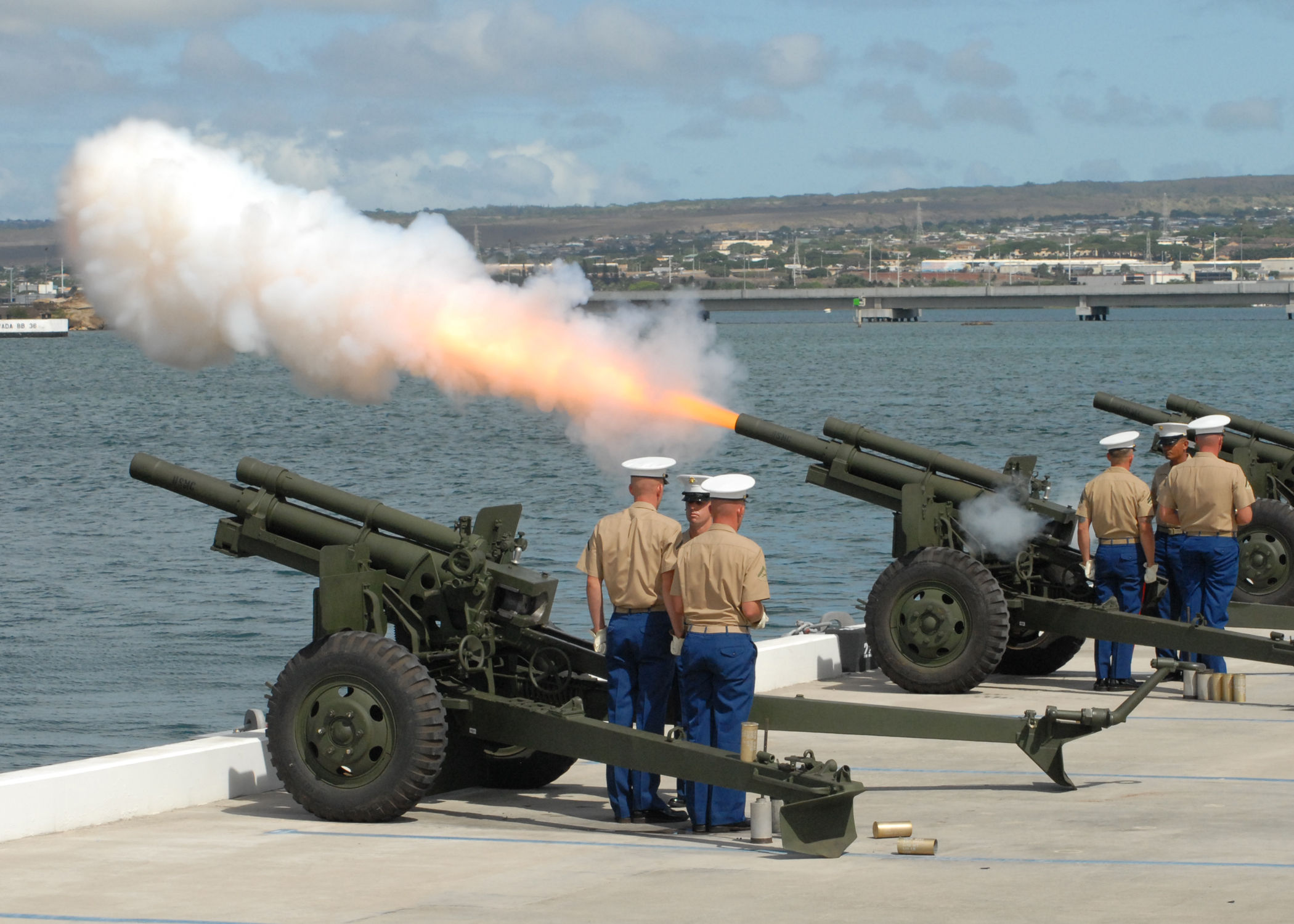
وميض فوهة بدون كابح للفوهة

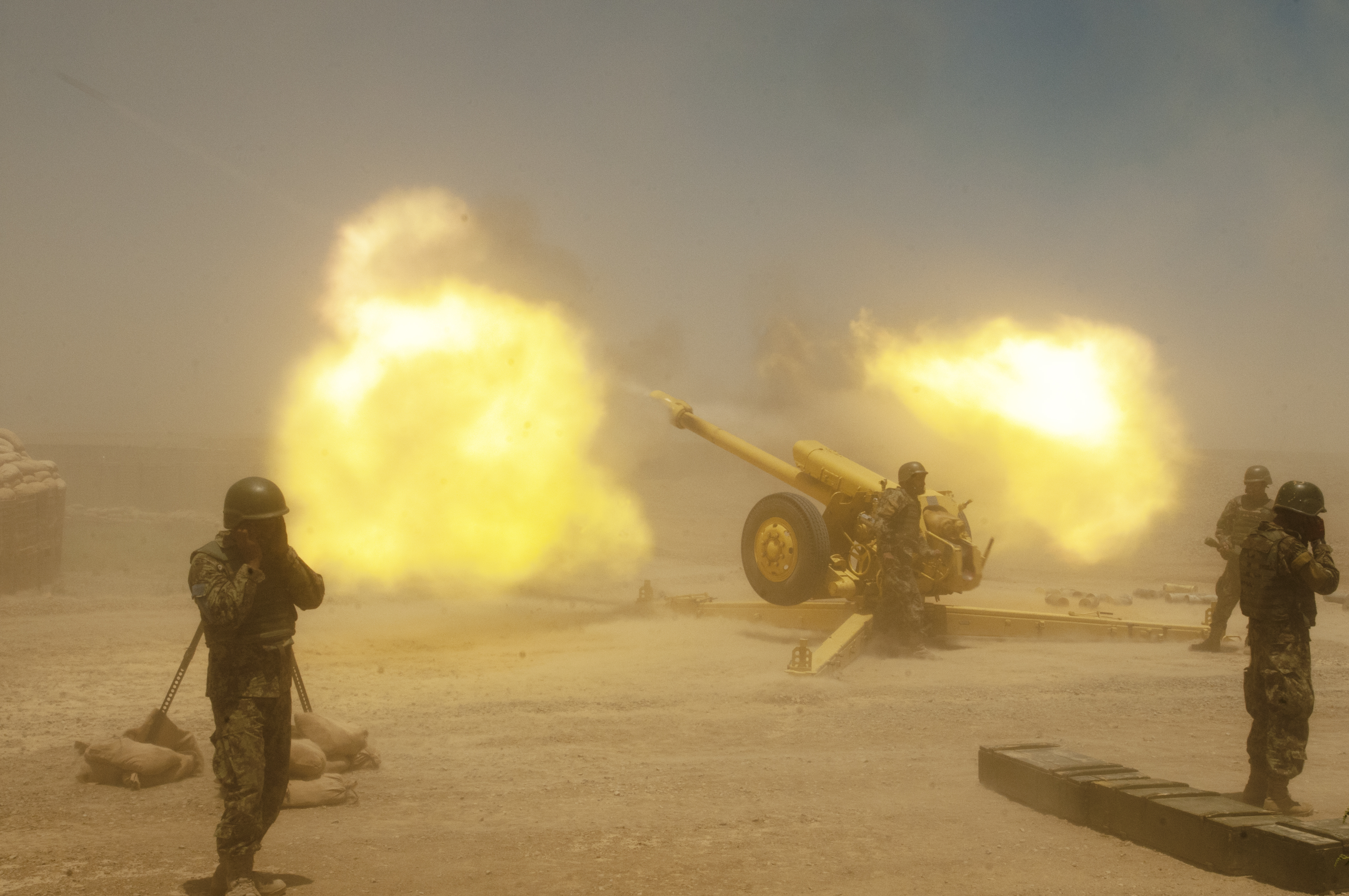
وميض فوهة معاد توجيهه مع كابح فوهة

هناك عدة جوانب السلبية محتملة للكابح والمعوضات.
قد يلاحظ مطلق النار أو طاقم المدفع أو المشاة القريبون، زيادة في مستوى ضغط الصوت بالإضافة إلى زيادة في انفجار الفوهة والتسمم للرصاص. يحدث هذا بسبب إعادة توجيه الصوت، والوميض، وموجات الضغط، وعمود الدخان المحمّل بالرصاص عادةً بعيدًا عن مطلق النار جزئيًا إلى الخارج، أو أحيانًا بزوايا متخلفة جزئيًا تجاه مطلق النار أو طاقم البندقية. قد لا تكون الحماية القياسية للعين والأذن، مطلوبة من جميع الرماة، كافية لتجنب تلف السمع مع انفجار موجه الكابحة جزئيًا نحو طاقم المدفع أو المرقط بواسطة كابحة فوهة تفاعلية على شكل رأس السهم موجودة في فرق القناصة التي تطلق بنادق مضادة للعتاد مثل باريت م 82 .

## أمثلة

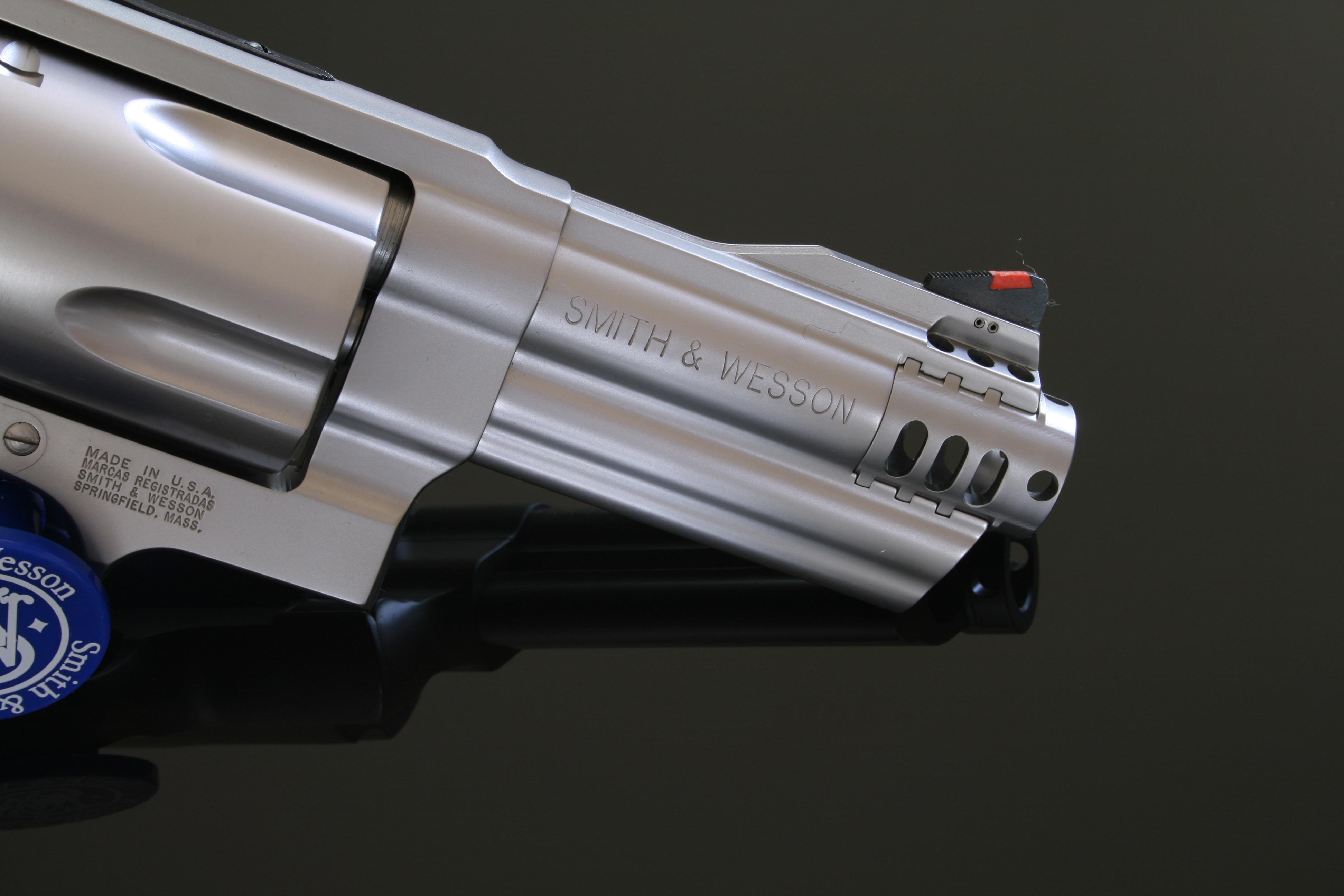
يتميز مسدس S&W Model 500 بكابح فوهة
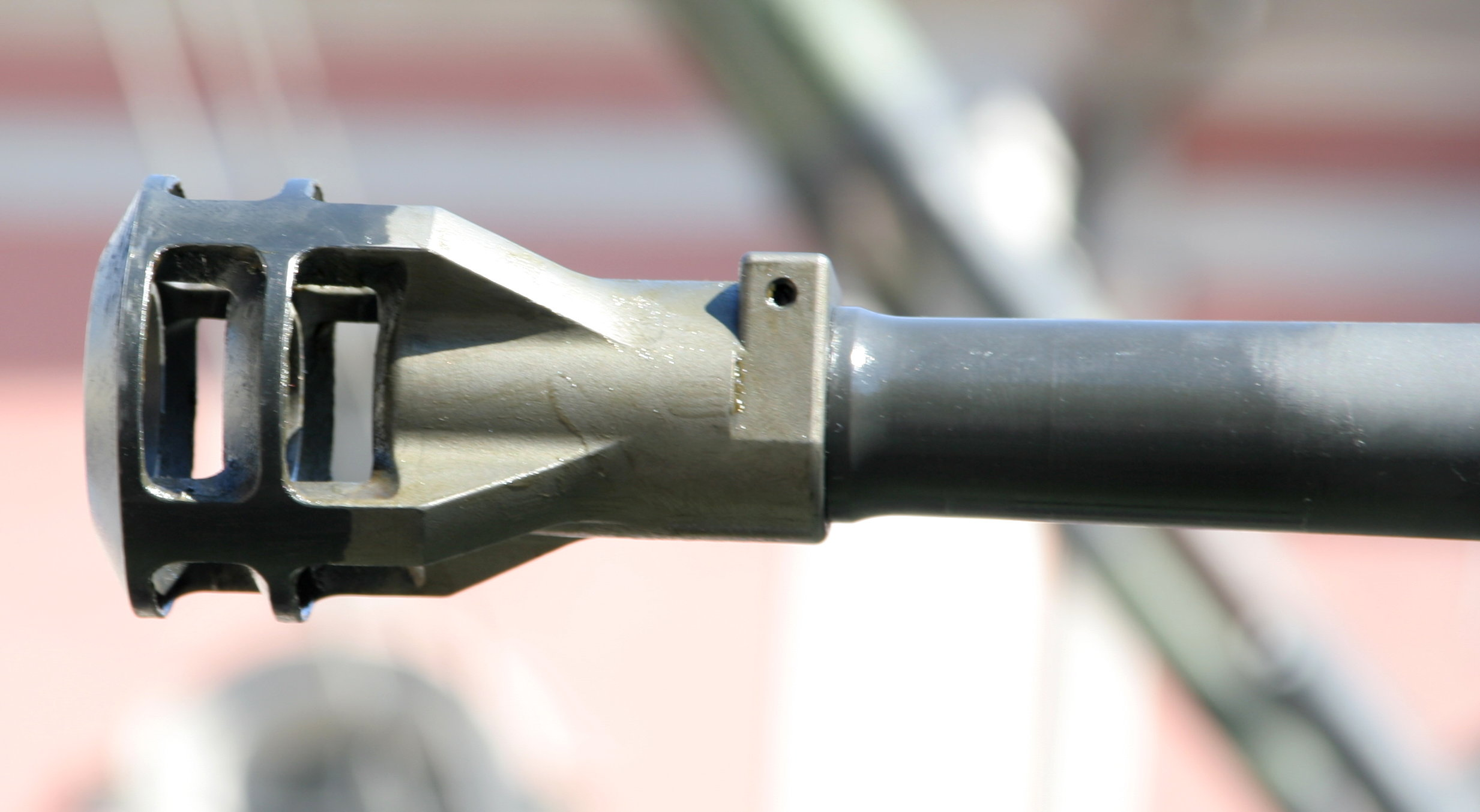
كابح فوهة مدفع آلي ماوزر 30 ملم
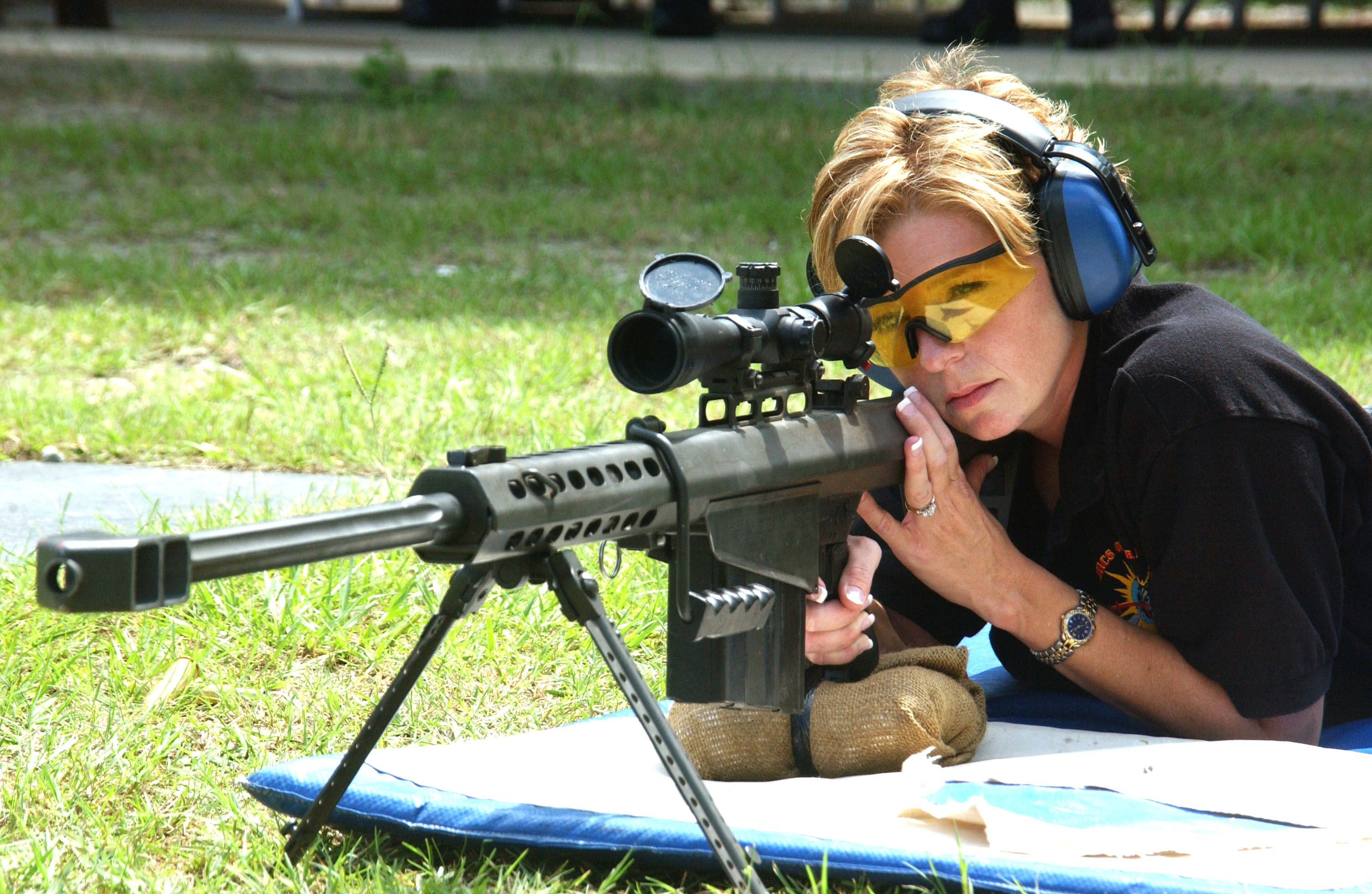
كابح الفوهة على شكل رأس سهم في بندقية باريت ام82 المضادة للعتاد / القناصة
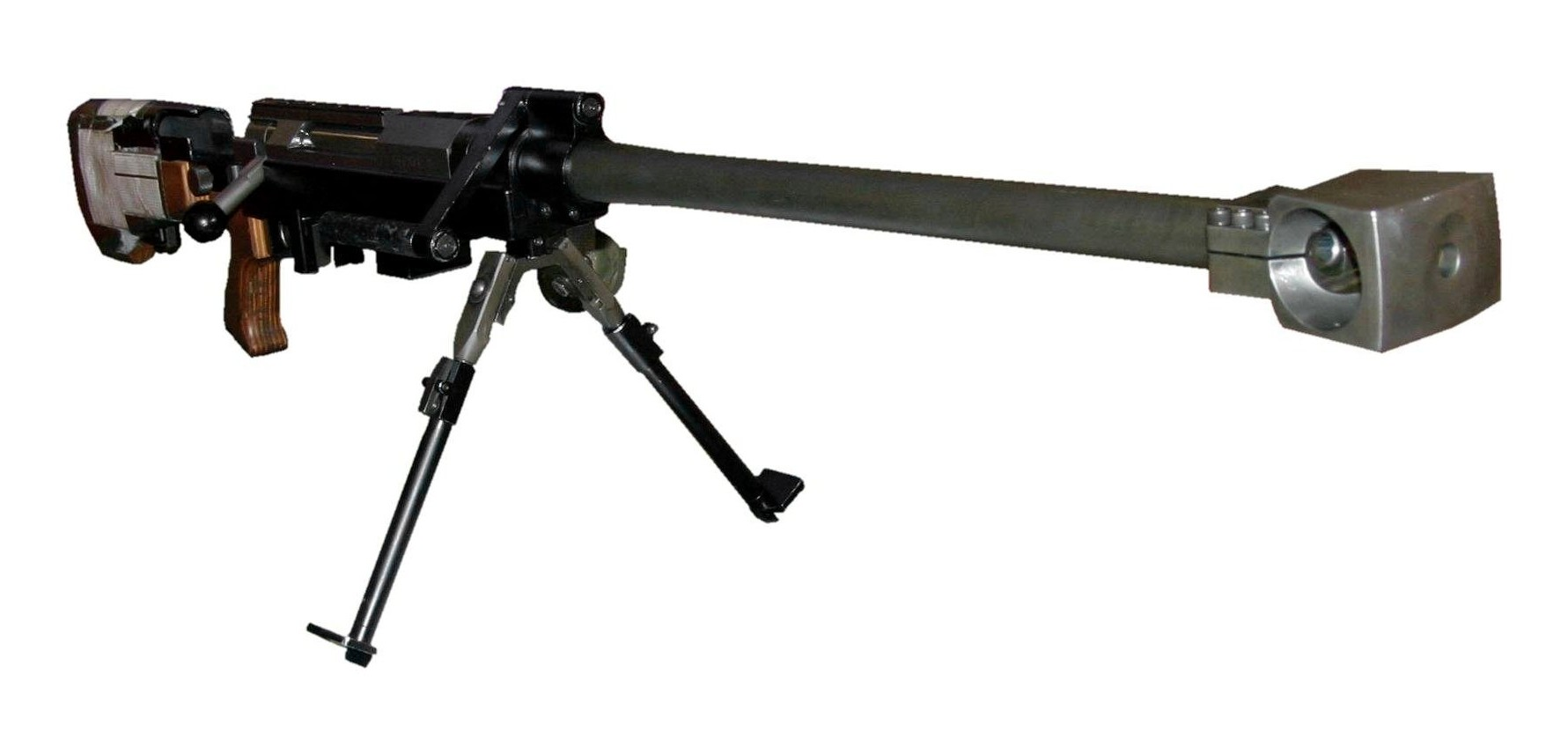
كابح فوهة البارز في PGM Hécate II
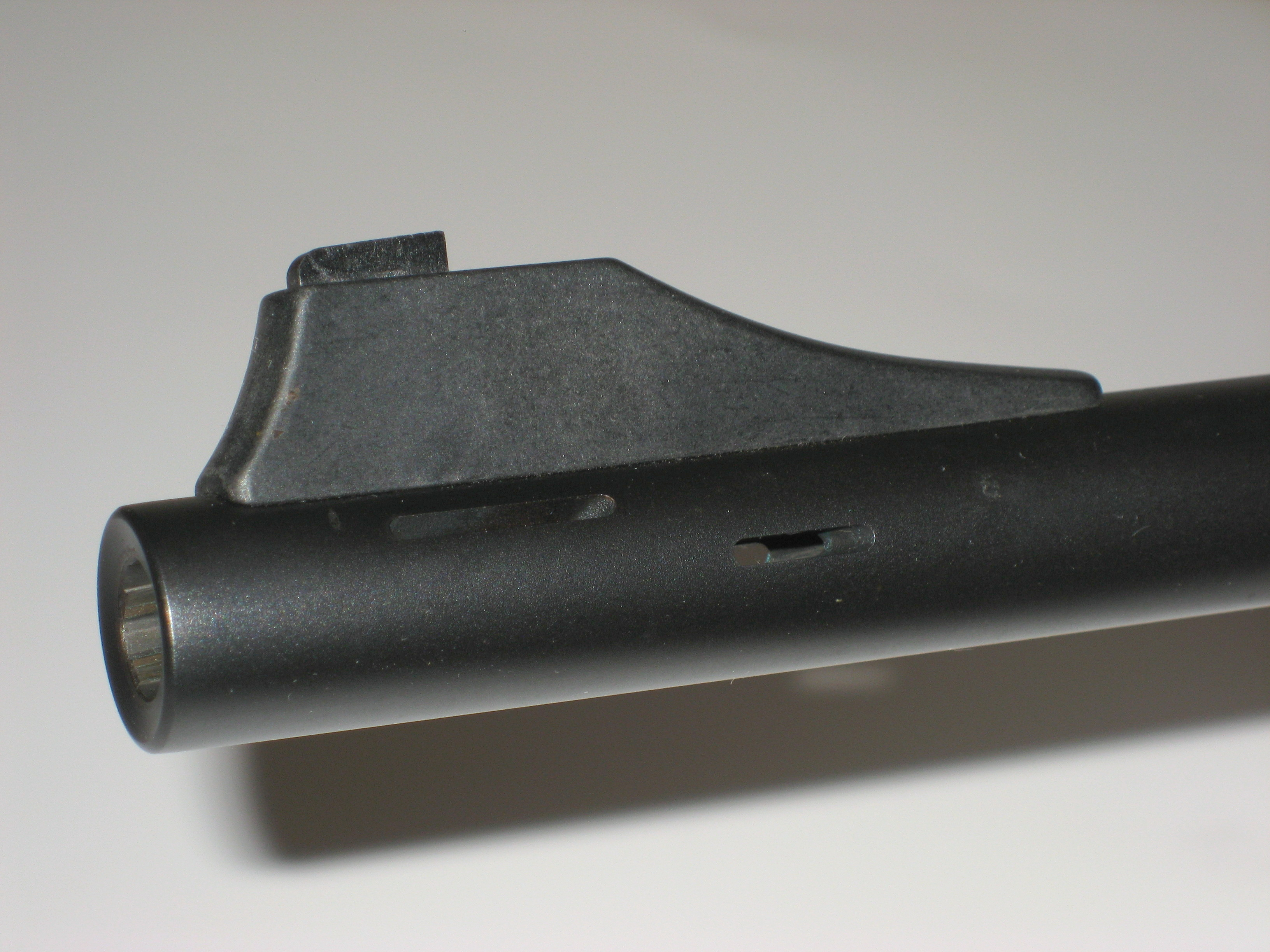
كابح فوهة متكاملة أو تحمل على بندقية صيد من طراز بليزر ار93  [لغات أخرى]‏ .

## التشريعات واللوائح الأمريكية
تحظر ولاية كاليفورنيا كابحة الوميض على البنادق شبه الآلية ذات المخازن القابلة للفصل، ولكنها تسمح باستخدام كابح الفوهة بدلاً من ذلك.

## أنظر أيضا
- مانع الوميض
- الداعم كمامة
- كفن كمامة
- كاتم الصوت (الأسلحة النارية)

## روابط خارجية
- تصوير فائق السرعة على مكابح الفوهة نسخة محفوظة 10 أكتوبر 2024 على موقع واي باك مشين.
- مقال تشاك هوكس عن مكابح الفوهة
- صور لأنواع مختلفة من الفرامل كمامة
- مغامرات مع مكابح الفوهة
- صفحة غلوك على المسدسات المعوضة